# Retrato de Manuel Godoy
El Retrato de Manuel Godoy es un lienzo del pintor español Francisco de Goya, realizado en 1801 y conservado actualmente en la Real Academia de Bellas Artes de San Fernando. Se trata de un retrato de grandes dimensiones, encargado por Godoy después de su victoria en la guerra de las Naranjas, que le situó en el máximo poder en España tras el rey Carlos IV. Tras él, aparece su ayudante de campo, que podría ser el Conde de Zepa, aunque el personaje no está identificado. El fondo está ocupado por los húsares y oficiales de caballería con sus respectivas monturas.

## Historia
No era la primera vez que Goya retrataba al ministro. En 1794, cuando era duque de Alcudia, había pintado un pequeño boceto ecuestre de él. En 1801 aparece representado en la cumbre de su poder, tras haber vencido en la guerra de las Naranjas —la bandera portuguesa testimonia su victoria—, y lo pinta en campaña como generalísimo del ejército y «Príncipe de la paz», pomposos títulos otorgados a resultas de su actuación en la guerra contra Francia.
El Retrato de Manuel Godoy muestra una caracterización psicológica incisiva. Figura como un arrogante militar que descansa de la batalla en posición relajada, rodeado de caballos y con un fálico bastón de mando entre sus piernas. No parece destilar mucha simpatía por el personaje y a esta interpretación se suma el que Goya podría ser partidario en esta época del príncipe de Asturias, que luego reinará como Fernando VII, entonces enfrentado al favorito del rey.
Es habitual considerar que Goya conscientemente degrada a los representantes del conservadurismo político que retrataba, pero tanto Glendinning como Bozal matizan este extremo. Sin duda sus mejores clientes se veían favorecidos en sus cuadros y a esto debía el aragonés gran parte de su éxito como retratista. Siempre consiguió dotar a sus retratados de una apariencia vívida y un parecido que era muy estimado en su época. Y es precisamente en los retratos reales donde más obligado estaba a guardar el decoro debido y representar con dignidad a sus protectores.
El óleo muestra a Godoy encumbrado en la cima del gobierno español, sustentado indiscutiblemente por los reyes. Goya capta al valido sentado en arrogante posición, contemplando las banderas portuguesas que han sido arrebatadas al ejército enemigo.
La iluminación crepuscular que utiliza Goya dota de intensidad a la pieza, convirtiéndola en muestra del control absoluto que el pintor ejerce sobre sus cuadros. La escena áulica que contemplamos es característica, junto a La familia de Carlos IV, de la obra goyesca en los albores del siglo XIX.
Pero el detallismo que Goya emplea en el Retrato de Manuel Godoy no puede parangonarse con el de Vicente López Portaña, de minuciosidad preciosista. Ello produce que las manchas de color salten a la superficie, creando un espectáculo inigualable.